# Селявное (Селявинское сельское поселение)
Селявное — село в Лискинском районе Воронежской области. Административный центр Селявинского сельского поселения.

## География
Село находится на правом берегу реки Дон, в 12 километрах к западу от города Лиски. Железнодорожная станция Крупенниково на линии Лиски—Валуйки.

## История
Основано около 1652 года бывшими монастырскими крестьянами. В 1835 году построена деревянная Никольская церковь, позднее замененная на каменную.
Входило в состав Лысянской волости Острогожского уезда. В 1930 году в селе Селявное создан колхоз.
С июля 1942 года по январь 1943 года село было оккупировано немецко-фашистскими войсками, на его территории находится братская могила, где похоронено более 1000 бойцов 6 и 40 армий Воронежского фронта.
В селе работают средняя школа, библиотека, клуб, фельдшерско-акушерский пункт, почтовое отделение.

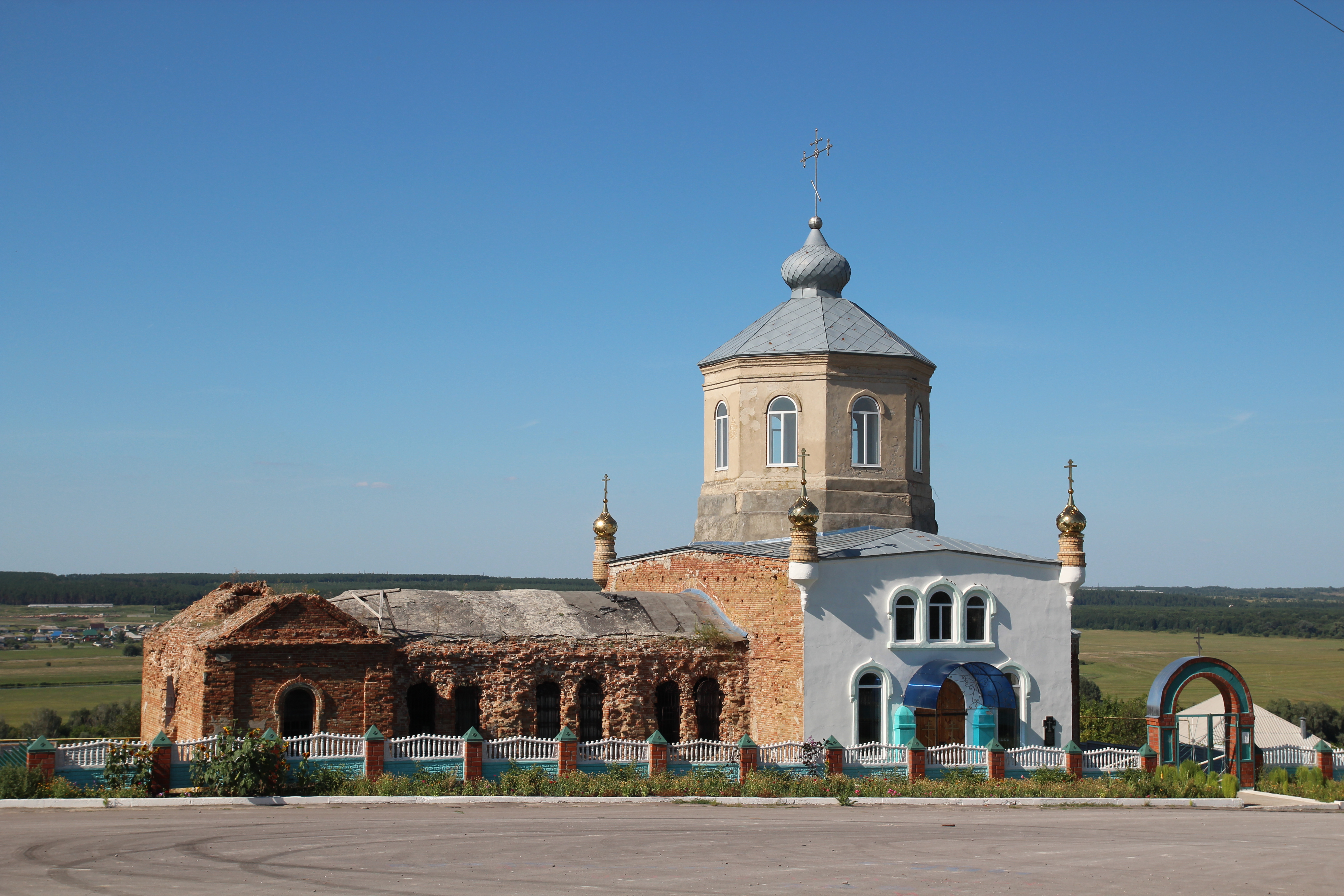
Церковь Николая Чудотворца

### Улицы
| - ул. 9 Мая, - ул. Донская, - ул. Заводская, - ул. Лесная, - ул. Меловая, - ул. Нагорная, - ул. Первомайская, - ул. Полевая, | - ул. Привокзальная, - ул. Советская, - ул. Солнечная, - ул. Трудовая, - ул. Школьная, - пер. Железнодорожный 1-й, - пер. Железнодорожный 2-й. - ул.Мира |